# Società Sportiva Rende 1981-1982
Questa pagina raccoglie le informazioni riguardanti la Società Sportiva Rende nelle competizioni ufficiali della stagione 1981-1982.

## Rosa
| N. |                   | Ruolo | Calciatore            |
| -- | ----------------- | ----- | --------------------- |
| -  | Italia (bandiera) | D     | Salvatore Aiello      |
| -  | Italia (bandiera) | A     | Mauro Beccaria        |
| -  | Italia (bandiera) | C     | Roberto Cardamone     |
| -  | Italia (bandiera) | C     | Giancarlo Ceccarelli  |
| -  | Italia (bandiera) | C     | Vincenzo Cinquegrana  |
| -  | Italia (bandiera) | A     | Armando Coletta       |
| -  | Italia (bandiera) | P     | Alberto Dal Molin     |
| -  | Italia (bandiera) | A     | Franco De Brasi       |
| -  | Italia (bandiera) | D     | Francesco Di Vincenzo |
| -  | Italia (bandiera) | C     | Pasquale Fiore        |
| -  | Italia (bandiera) | D     | Vincenzo Genovese     |
| -  | Italia (bandiera) | C     | Maurizio Gridelli     |

| N. |                   | Ruolo | Calciatore         |
| -- | ----------------- | ----- | ------------------ |
| -  | Italia (bandiera) | C     | Marco Grilli       |
| -  | Italia (bandiera) | D     | Paolo Gustinetti   |
| -  | Italia (bandiera) | P     | Antonio Leone      |
| -  | Italia (bandiera) | C     | Massimo Massarini  |
| -  | Italia (bandiera) | C     | Gregorio Mauro (I) |
| -  | Italia (bandiera) | C     | Giuseppe Palazzese |
| -  | Italia (bandiera) | A     | Riccardo Petrucci  |
| -  | Italia (bandiera) | C     | Calogero Rivellini |
| -  | Italia (bandiera) | C     | Tarcisio Sarpa     |
| -  | Italia (bandiera) | C     | Ennio Vianello     |
| -  | Italia (bandiera) | D     | Paolo Zanoli       |
| -  | Italia (bandiera) | A     | Marcello Rizzuti   |

## Risultati

### Campionato

#### Girone di andata
| 20 settembre 1981 1ª giornata | Livorno | 1 – 1 | Rende |  |

| 27 settembre 1981 2ª giornata | Rende | 2 – 1 | Civitanovese |  |

| 4 ottobre 1981 3ª giornata | Arezzo | 1 – 0 | Rende |  |

| 11 ottobre 1981 4ª giornata | Rende | 0 – 0 | Ternana |  |

| 18 ottobre 1981 5ª giornata | Francavilla | 3 – 1 | Rende |  |

| 25 ottobre 1981 6ª giornata | Rende | 0 – 0 | Giulianova |  |

| 1º novembre 1981 7ª giornata | Paganese | 0 – 0 | Rende |  |

| 8 novembre 1981 8ª giornata | Rende | 1 – 0 | Casertana |  |

| 15 novembre 1981 9ª giornata | Virtus Casarano | 2 – 1 | Rende |  |

| 22 novembre 1981 10ª giornata | Reggina | 1 – 0 | Rende |  |

| 29 novembre 1981 11ª giornata | Rende | 1 – 1 | Nocerina |  |

| 6 dicembre 1981 12ª giornata | Latina | 1 – 1 | Rende |  |

| 13 dicembre 1981 13ª giornata | Rende | 0 – 1 | Salernitana |  |

| 20 dicembre 1981 14ª giornata | Campania | 0 – 0 | Rende |  |

| 3 gennaio 1982 15ª giornata | Rende | 2 – 0 | Campobasso |  |

| 10 gennaio 1981 16ª giornata | Taranto | 2 – 0 | Rende |  |

| 17 gennaio 1981 17ª giornata | Rende | 2 – 0 | Benevento |  |

#### Girone di ritorno
| 24 gennaio 1982 18ª giornata | Rende | 0 – 1 | Livorno |  |

| 31 gennaio 1982 19ª giornata | Civitanovese | 3 – 0 | Rende |  |

| 7 febbraio 1982 20ª giornata | Rende | 0 – 0 | Arezzo |  |

| 14 febbraio 1982 21ª giornata | Ternana | 5 – 1 | Rende |  |

| 21 febbraio 1982 22ª giornata | Rende | 1 – 1 | Francavilla |  |

| 28 febbraio 1982 23ª giornata | Giulianova | 1 – 1 | Rende |  |

| 7 marzo 1982 24ª giornata | Rende | 1 – 0 | Paganese |  |

| 21 marzo 1982 25ª giornata | Casertana | 3 – 1 | Rende |  |

| 28 marzo 1982 26ª giornata | Rende | 1 – 0 | Virtus Casarano |  |

| 4 aprile 1982 27ª giornata | Rende | 0 – 0 | Reggina |  |

| 18 aprile 1982 28ª giornata | Nocerina | 2 – 1 | Rende |  |

| 25 aprile 1982 29ª giornata | Rende | 3 – 0 | Latina |  |

| 2 maggio 1982 30ª giornata | Salernitana | 1 – 0 | Rende |  |

| 9 maggio 1982 31ª giornata | Rende | 1 – 0 | Campania |  |

| 16 maggio 1982 32ª giornata | Campobasso | 1 – 0 | Rende |  |

| 23 maggio 1982 33ª giornata | Rende | 1 – 0 | Taranto |  |

| 30 maggio 1982 34ª giornata | Benevento | 1 – 1 | Rende |  |